# آلباتروس ای‌ال۱۰۱
آلباتروس ای‌ال۱۰۱ (به انگلیسی: Albatros_Al_101) یک هواگرد از نوع هواگرد آموزشی ساخت شرکت آلباتروس فلوکتسایک‌ورک در آلمان است. هواگرد آلباتروس ای‌ال۱۰۱ نخستین پروازش را در ۱۹۳۰ میلادی انجام داد. در مجموع، تعداد ۷۱ فروند از این هواگرد ساخته شده‌است.